# Wang Hui (Tischtennisspielerin)
Wang Hui alias Oh Ki (chinesisch 王辉, Pinyin Wáng Huī; * 14. September 1978 in Shenzhen) ist eine ehemalige chinesische Tischtennisspielerin.
Sie wurde im Jahr 2000 mit der Mannschaft Weltmeisterin und gewann 1997 eine Bronzemedaille im Doppel beim selben Event. Sie ist Rechtshänderin und verwendet als Griff die europäische Shakehand-Schlägerhaltung.

## Karriere
In ihrer aktiven Karriere konnte Wang eine Vielzahl von nationalen und internationalen Titeln gewinnen. Bei den Pro Tour Grand Finals holte sie 1996 und 1997 Bronze im Doppel sowie 1998 Silber.
Im Jahr 2000 war sie Teil der chinesischen Auswahl, das sich die Goldmedaille sichern konnte. Die Teilnahme an den Olympischen Spielen blieb ihr jedoch verwehrt.
Später wurde sie in Japan aktiv. Unter dem Namen Oh Ki wurde sie 2009 Japanische Meisterin.

## Turnierergebnisse
| Verband | Veranstaltung         | Jahr | Ort          | Land | Einzel        | Doppel     | Mixed         | Team |
| ------- | --------------------- | ---- | ------------ | ---- | ------------- | ---------- | ------------- | ---- |
| CHN     | Weltmeisterschaft     | 2000 | Kuala Lumpur | MAS  |               |            |               | 1    |
| CHN     | Weltmeisterschaft     | 1999 | Eindhoven    | NED  | letzte 16     | letzte 16  |               |      |
| CHN     | Weltmeisterschaft     | 1997 | Manchester   | ENG  | letzte 16     | Halbfinale | Viertelfinale |      |
| CHN     | Pro Tour              | 1997 | Kalmar       | SWE  | Gold          | Gold       |               |      |
| CHN     | Pro Tour              | 1997 | Belgrad      | SRB  |               | Gold       |               |      |
| CHN     | Pro Tour              | 1996 | Bozen        | ITA  |               | Gold       |               |      |
| CHN     | Pro Tour              | 1996 | Kettering    | ENG  |               | Gold       |               |      |
| CHN     | Pro Tour Grand Finals | 1998 | Paris        | FRA  | Viertelfinale | Silber     |               |      |
| CHN     | Pro Tour Grand Finals | 1997 | Hongkong     | HKG  | Viertelfinale | Halbfinale |               |      |
| CHN     | Pro Tour Grand Finals | 1996 | Tianjin      | CHN  | Viertelfinale | Halbfinale |               |      |